# Canon EOS 5DS
Canon EOS 5DS та EOS 5DS R (відомі як EOS 5Ds та EOS 5Ds R у Японії) — це дві тісно пов'язані  цифрові дзеркальні камери анонсовані Canon 6 лютого 2015 року. Обидві є повнокадровими камерами з 50.6 мегапіксельними сенсорами, найбільшими поміж усіх повнокадрових камер на час анонсу. Єдина відмінність проміж моделями полягає у тому що «R» версія містить фільтр, що відміняє ефект стандартного оптичного фільтру нижніх частот. Ця різниця приблизно аналогічна різниці Nikon  D800 та D800E (E має фільтр). Canon заявила що обидві камери не є заміною EOS 5D Mark III, і тому вони мають нову позицію у лінійці камер Canon.
На час анонсу, очікувані ціни були $3,699.00 та $3,899.00 (EOS 5DS та EOS 5DS R відповідно), з початком поставок у червні 2015 через авторизовані торгові точки Canon.
Незважаючи на рекордно високу кількість пікселів та пов'язану зберігальну та обчислювальну потужність, ці камери не знімають 4K відео або високошвидкісне 1080p відео.
Повнорозмірний демозаїкований jpeg файл з камери займає приблизно 20 мегабайт та перевищує роздільність 8K.

## Характеристики

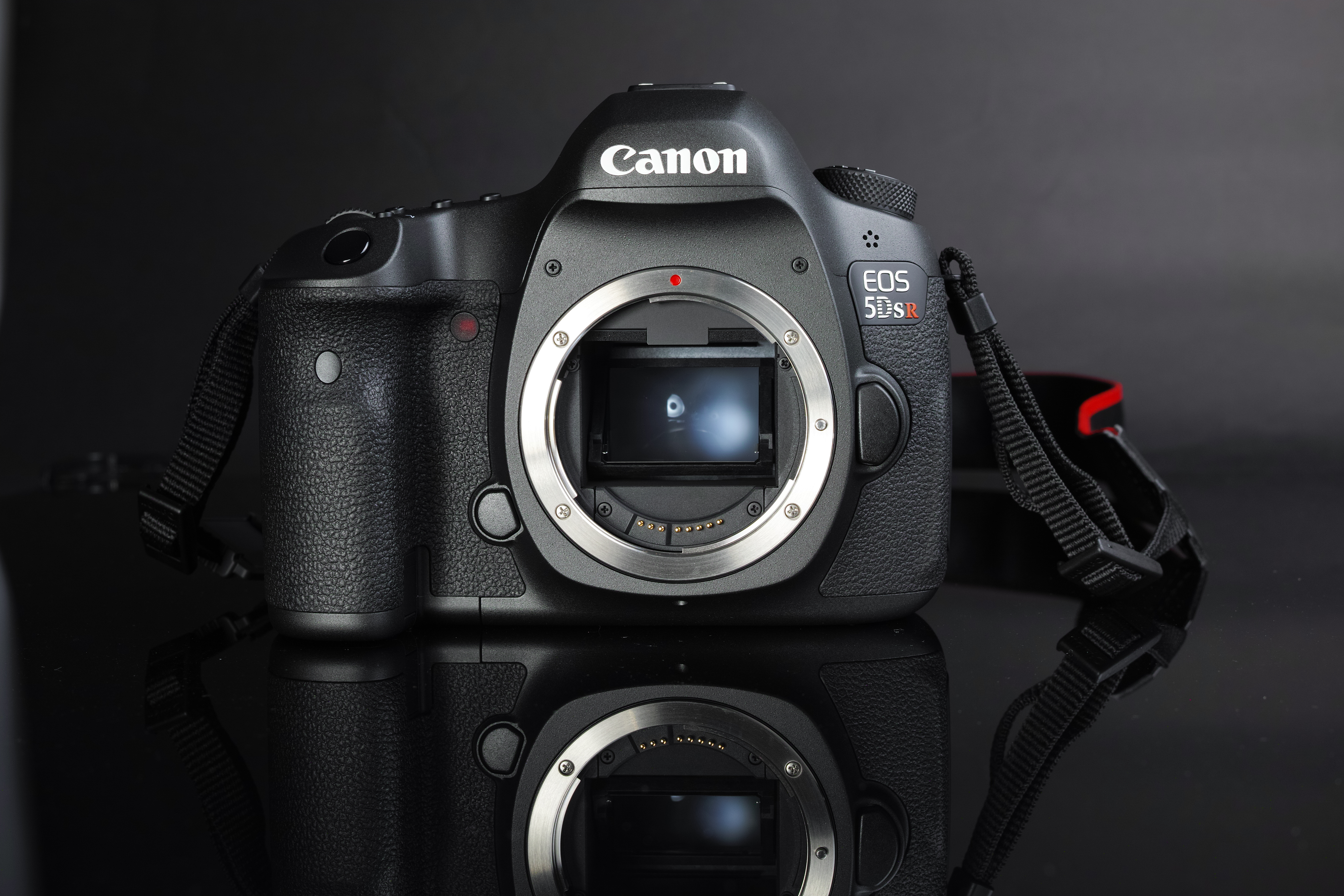
Canon EOS 5DS R («тушка»)

- 50.6 мегапіксельний повнокадровий КМОН сенсор
- Два процесора зображення DIGIC 6  з 14-bit обробкою
- Видошукач зі 100 % покриттям кадру та збільшенням 0.71x
- 1080p Full HD відеозапис на 24p, 25p (25 Hz) та 30p (29.97 Hz)
- 720p HD відеозапис на 60p (59.94 Hz) та  50p (50 Hz)
- 480p ED відеозапис на 30p та 25p
- 5.0 кадрів у секунду при серійній зйомці
- «Анти-флікер» (перше застосований у EOS 7D Mk II) — спуск затвора може бути встановлений, щоб компенсувати мерехтіння електричного освітлення
- ISO 100 — 6400 (розширюється до H: 12800)
- 3.2" Clear View II LCD дисплей з роздільністю 1040000 точок
- 61 точкова система автофокусу, з 41 точками перехресного типу
- 252-зонова система заміру експозиції, чутлива до кольору
- EOS система оцінки кадру з новим 150,000 піксельним RGB + IR вимірювальним сенсором
- Корпус з магнієвого сплаву
- Погодний захист (захист від пилу та води)
- Новий механізм затвора та дзеркала для зниження вібрації

## Цікаві факти
Явною відмінністю дизайну поміж 5DS та 5DS R є колір назви: слова 'EOS 5DS' на 5DS нанесені золотим кольором, у той час як слова 'EOS 5DS' на 5DS R нанесені сріблястим (як на всіх камерах Canon EOS), але літера 'R' у 5DS R нанесена червоним.